# Constantin Cruțescu
Constantin Cruțescu (n. 14/26 septembrie 1838, București, Țara Românească – d. 10/22 aprilie 1897, București, România) a fost un general român care a luptat în Războiul de Independență.

## Biografie
Intră în Școala militară de ofițeri din București la 10 iulie 1857. Sublocotenent în iulie 1859, în Regimentul 1 infanterie de linie, locotenent la 24 ianuarie 1861, în Regimentul 7 de linie, Constantin Cruțescu este avansat căpitan la 30 august 1863 și mutat în Batalionul de geniu. Maior la 2 octombrie 1867, locotenent-colonel la 1 ianuarie 1872 și colonel la 8 aprilie 1877, comandă în timpul Războiului de Independență Regimentul 1 infanterie de linie, pe frontul de la Plevna și Brigada 1 din Divizia 1 infanterie a colonelului Dimitrie Lecca, pe frontul de la Vidin.
Unitățile din brigada sa cuceresc la 12 ianuarie, după lupte grele, satul Tatargik, punct important din sistemul defensiv al cetății Vidin.
Pentru modul cum a condus trupele din subordine, este decorat cu „Steaua României" în grad de ofițer, "Virtutea Militară" de aur, Crucea „Trecerea Dunării”, Medalia Apărătorilor Independenței, Ordinul „Sfânta Ana” clasa a II a și "Medalia comemorativă de campanie" rusă.
Avansează până la gradul de general de brigadă.